# Schedophilus haedrichi
Schedophilus haedrichi är en fiskart som beskrevs av Chirichigno F., 1973. Schedophilus haedrichi ingår i släktet Schedophilus och familjen svartfiskar. IUCN kategoriserar arten globalt som livskraftig. Inga underarter finns listade i Catalogue of Life.